# جانيت كوفمان
جانيت كوفمان (بالإنجليزية: Janet Kauffman)‏ (10 يونيو 1945)؛ كاتِبة، شاعرة وروائية أمريكية.